# Dryophilocoris
Dryophilocoris is een geslacht van wantsen uit de familie blindwantsen. Het geslacht werd voor het eerst wetenschappelijk beschreven door Odo Reuter in 1875.

## Soorten
Het genus bevat de volgende soorten:

- Dryophilocoris alni Zou, 1986
- Dryophilocoris flavoquadrimaculatus (De Geer, 1773)
- Dryophilocoris jenjouristi Josifov and Kerzhner, 1984
- Dryophilocoris kanyukovae Josifov and Kerzhner, 1984
- Dryophilocoris kerzhneri Jung and Yasunaga, 2010
- Dryophilocoris limbatus Zou, 1986
- Dryophilocoris longus Zou, 1986
- Dryophilocoris lucidus Yasunaga, 1999
- Dryophilocoris luteus (Herrich-Schaeffer, 1836)
- Dryophilocoris miyamotoi Yasunaga, 1999
- Dryophilocoris pallidulus Josifov and Kerzhner, 1972
- Dryophilocoris persimilis (Puton, 1895)
- Dryophilocoris saigusai Miyamoto, 1966